# Gelatina mosaico
Gelatina mosaico (em castelhano:  gelatina de mosaico) é uma sobremesa de gelatina popular no México e no Brasil. No entanto, não se sabe se é de origem mexicana ou brasileira. Algumas vezes é chamada de gelatina de vidro quebrado ou manchado por causa de sua aparência. Esta sobremesa é vendida em feiras, mercados, praças e carrinhos de comida. Pode até ser encontrada em restaurantes de luxo. É popular entre pessoas de todas as idades, mas principalmente entre as crianças devido à sua aparência colorida e atraente. Pode ser servida em ocasiões especiais e é bastante encontrada em festas de aniversário infantis. É uma sobremesa relativamente simples e barata de preparar.
Tradicionalmente, existem dois tipos de gelatina. Um é à base de leite e o outro é à base de água ou suco de frutas. Sua representação mais característica é feita de pedaços de gelatina colorida e aromatizada espalhados em um fundo de gelatina de leite branca.
É preparada misturando cubos de gelatina aromatizada com uma mistura de gelatina sem sabor e leite (evaporado e condensado). Antes de adicionar o leite, a gelatina sem sabor pode esfriar. Caso contrário, irá coalhar o leite. A gelatina é resfriada por várias horas para que sua textura fique firme.
No entanto, existe uma grande variação na forma como o prato é preparado. A gelatina pode ter uma base de água ou de leite. A própria gelatina pode ter um único sabor ou vários sabores. A gelatina pode ter vários formatos,  como flores, corações ou borboletas. Às vezes, frutas frescas são adicionadas. Uma frigideira pode ser usada para moldar a gelatina.
No México, limão (verde) e morango (vermelho) são os sabores mais comuns. Misturando-se com a gelatina de leite branca, representa as cores da bandeira mexicana. Outros sabores populares são uva (roxa), limão (verde), mirtilo (azul), laranja (laranja) e abacaxi (amarelo).
A gelatina em pó com sabor de frutas chegou ao Brasil no início do século 20 e, desde então, tornou-se bastante popular.